# Bandenkampfabzeichen

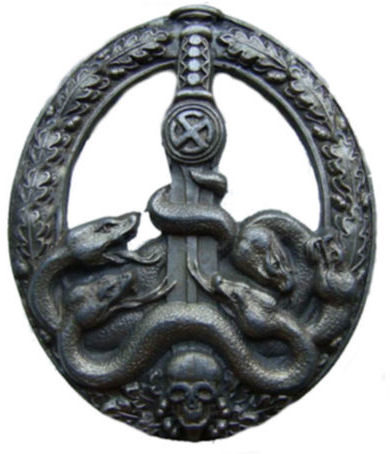
Bandenkampfabzeichen der zweiten Stufe (Silber)

Das Bandenkampfabzeichen ist eine am 29. Januar 1944 durch Adolf Hitler gestiftete, rückwirkend ab dem 1. Januar 1943 geltende und während des Zweiten Weltkriegs verliehene nationalsozialistische Tapferkeitsauszeichnung. Das Metallabzeichen wurde als Anerkennung für Bewährung in der Partisanenbekämpfung an Personen verliehen, die gegen Widerstandskämpfer und Partisanen aktiv vorgegangen waren. Partisanen galten im Sprachgebrauch der Nationalsozialisten als „Banden“ (vgl. auch die kollektiven Vergeltungsmaßnahmen durch Angehörige der Wehrmacht).

## Gestaltung

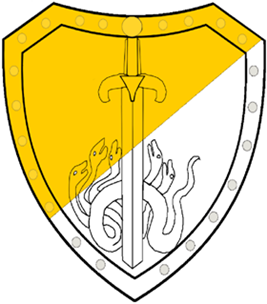
Abzeichen des Selbstschutz Oberschlesien

Optisch war das Bandenkampfabzeichen angelehnt an das Abzeichen des Selbstschutz Oberschlesien von ca. 1920, das wahlweise am Arm oder an der linken Brustseite getragen wurde.

## Beliehene
Die Verleihung sollte an Führer, Unterführer und Mannschaften aller im Kampf gegen Partisanen eingesetzten Verbände erfolgen und war in drei Stufen (Bronze, Silber, Gold) vorgesehen. Es konnte aber auch an nichtdeutsche Führer, Unterführer und Mannschaften aller im Bandenkampf eingesetzten Verbände verliehen werden, wenn diese auf Hitler vereidigt waren.

### Erweiterter Personenkreis
Seit dem 5. Oktober 1944 war der Kreis der Personen, die die Auszeichnung erhalten konnten, nicht mehr auf Angehörige der Wehrmacht, der Waffen-SS, der Ordnungspolizei oder der Einsatzgruppen der Sicherheitspolizei und des SD beschränkt: jeder, der sich aktiv an der sogenannten „Bandenbekämpfung“ beteiligt hatte, konnte diese nun erhalten.
Selbst den Gefallenen und tödlich Verunglückten konnte postum das Abzeichen verliehen werden, sofern sie vor dem Tod oder am Tag ihres Todes die Bedingungen erfüllt hatten. In diesem Falle sollte den Hinterbliebenen die verliehene Auszeichnung mit Besitzurkunde als Erinnerungsstück übersendet werden.
Die Aushändigung des Bandenkampfabzeichens in Gold behielt sich Himmler selbst vor. Ende des Jahres 1944 bestellte der Reichsführer SS 10 bis 20 Bandenkampfabzeichen bei der Firma Juncker in Berlin. Diese bestanden aus vergoldetem Silber und waren mit Brillanten besetzt. Die Verleihung jener Abzeichen ist jedoch nicht nachgewiesen; ihr Verbleib ist ungeklärt.

## Verleihungsbedingungen

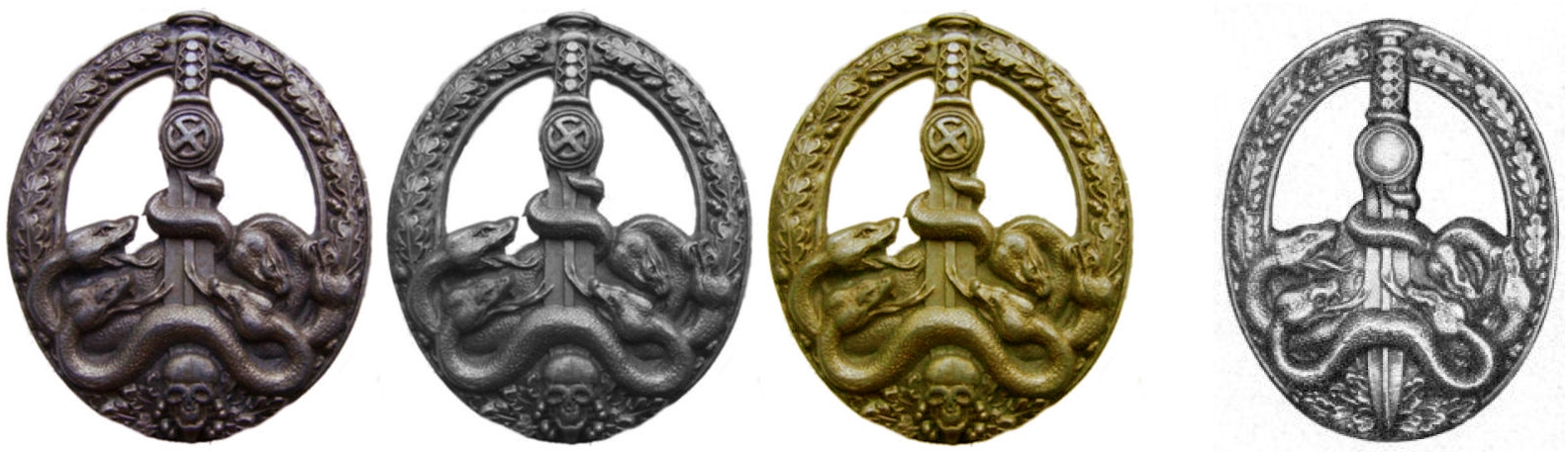
Alle Stufen des Bandenkampfabzeichens, ganz rechts die 57er Version

### Heer, Waffen-SS, Kriegsmarine
- für die erste Stufe (Bronze) – 20 Kampftage
- für die zweite Stufe (Silber) – 50 Kampftage
- für die dritte Stufe (Gold) – 100 Kampftage

### Luftwaffe
- für die erste Stufe (Bronze) – 30 Kampftage
- für die zweite Stufe (Silber) – 75 Kampftage
- für die dritte Stufe (Gold) – 150 Kampftage

### Definition Kampftag
- a) Für die Angehörigen aller infanteristisch zum Einsatz gekommenen Einheiten: Als Kampftag zählten hierbei alle Tage, an denen die Angehörigen der Einheiten Gelegenheit fanden, mit dem Gegner in Nahkampfberührung (Mann gegen Mann) zu kommen. Dieses konnte bei Angriffen und Abwehrkämpfen, beim Spähtruppeneinsatz, Meldegang oder bei der Abwehr eines feindlichen Spähtruppunternehmens gegeben sein.

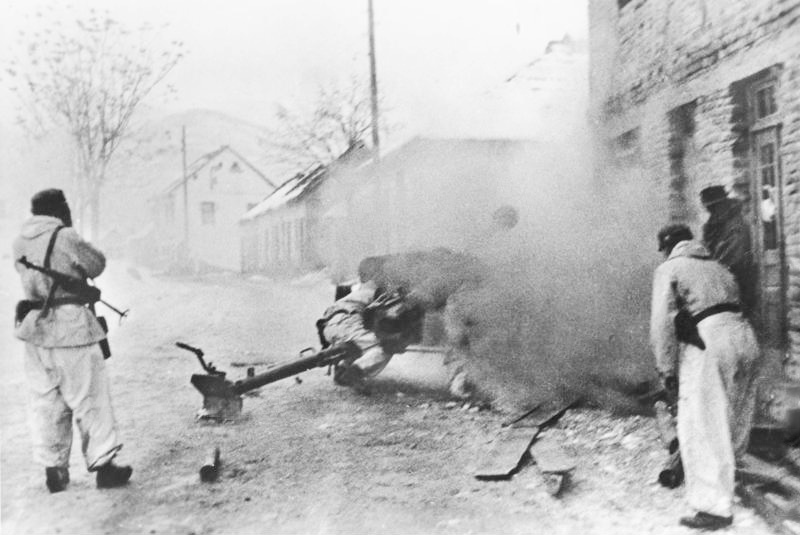
„Bandenkampf“ in Bosnien (Dezember 1943)

- b) Für die Angehörigen schwerer Waffen: Als Kampftag zählten hierbei alle Tage, an denen die Angehörigen dieser Einheiten (Geschützbedienung usw.) in unmittelbaren Kampf (Nahkampf) mit Banditen gerieten. Für Angehörige der im Bandenkampf eingesetzten Flakwaffen galten als Kampftage außer den Tagen, an denen die Geschützbedienung usw. in unmittelbaren Kampf mit Banditen geriet, auch jene, an denen von den Geschützbedienungen Feindflugzeuge abgeschossen wurden.
- c) Für die Besatzungen der im Bandenkampf eingesetzten Einzelflugzeuge oder Fliegerverbände: Als Kampftag zählten hierbei alle Tage, an denen die Flugzeugbesatzungen unter Feindbeschuss einen Auftrag erfolgreich durchführen konnten. Ein jeder bestätigter Feindflugzeugabschuss galt als 3 Kampftage.[3]

## Verleihungszahlen
Genaue Verleihungszahlen sind nicht bekannt. Am 21. Februar 1945 wurden vier Angehörige der Waffen-SS für ihre Kampfhandlungen in der Operationszone Adriatisches Küstenland von Himmler mit der III. Stufe in Gold ausgezeichnet.

## Trageregeln nach 1945
Das „Bandenkampfabzeichen“ ausgegeben bis ins Jahr 1945, gehört zu den nationalsozialistischen Orden, deren Führung in Deutschland nach dem Gesetz über Titel, Orden und Ehrenzeichen von 1957 nicht zulässig ist. Eine Ausnahme bilden die ab 1958 vom Hakenkreuz und Totenkopf „bereinigten“ Bandenkampfabzeichen. Diese wurden nach einer Gestaltungsvorlage des Bundesministerium des Innern hergestellt, welche in der Beilage des Bundesanzeigers Nr. 41 vom 28. Februar 1958 veröffentlicht wurde.